# Halictus albozonatus
Halictus albozonatus är en biart som beskrevs av Dours 1872. Halictus albozonatus ingår i släktet bandbin, och familjen vägbin. Inga underarter finns listade i Catalogue of Life.